# Музыкальная риторика
Музыкальная рито́рика — средства музыкальной выразительности и композиционно-технические приёмы (мелодические и гармонические обороты, ритмоформулы, музыкальные инструменты, тембр, высотный регистр, темп, звукопись, секвенция, бесконечный канон и т. д.), которые использовались композиторами по аналогии с фигурами ораторской речи как эмблемы внемузыкальной семантики. 
О музыкальной риторике чаще всего говорят применительно к музыке западноевропейского позднего Возрождения и барокко. Крупные композиторы, применявшие музыкальную риторику: Жоскен, Лассо, Джезуальдо, Монтеверди, Шютц, Букстехуде, И. С. Бах. Видные теоретики музыкальной риторики: И. Бурмейстер (1606), М. Мерсенн (1636), А. Кирхер (1650), К. Бернхард (ок. 1657), И. Ф. Бенделер («Melopoeticum Aerarium», 1688), И. Маттезон (1739), И. И. Кванц (1752), К. Ф. Д. Шубарт (1784).

## Общая характеристика

Монтеверди. Вечерня блаженной Девы (фрагмент). Текст Et hi tres («эти трое», подразумеваются Бог Отец, Бог Сын и Святой Дух) иллюстрируется у вокалистов трезвучием в основном положении, текст unum sunt («суть единое») — унисоном (basso continuo в расчёт не принимается).

Искусство эпохи Возрождения и барокко эмблематично. «Метафоры, сравнения, отвлечённые понятия приобретают роль знака, общепонятного в условиях данного типа культуры, преобразуются в эмблемы». «Это отразилось и в музыке. За рядом устойчивых, отшлифованных временем интонаций закрепились семантические значения, превратившие их в музыкальный символ — выражение в звуках определенного понятия, идеи». Музыкальная риторика конвенциональна. Она способна существовать только благодаря «договору» между композитором и слушателем. Композитор доступными ему средствами создаёт эмблему страдания, плача, ненависти, радости и т. п. в расчёте на то, что слушатель сможет её адекватно расшифровать и испытать соответствующий аффект. 
Отсюда следует, что знание (понимание) значения музыкально-риторических фигур может существенно улучшить непосредственное восприятие сочинений музыки Возрождения и барокко. Вместе с тем, преувеличивать значение музыкальной риторики (даже в указанных локально-временны́х пределах) нельзя. Хотя риторика и музыкальная теория барокко тесно связаны, эта связь сложна и изменчива в зависимости от традиций социального бытования и рецепции различных типов и жанров музыки.

## Музыкально-риторические фигуры
- exordium (введение, вступление; начальный отрезок формы)
- patopoja
- saltus duriusculus
- passus duriusculus
- exclamatio
- interrogatio
- aposiopesis
- suspiratio
- antitheton
- amplificatio
- multiplicatio

- assimilatio
- ascensus
- descensus
- fuga
- tirata
- circulatio
- anabasis

## Рецепция
Современная западная наука оценивает риторику в период позднего Возрождения и барокко как «метаязык языка» (англ. metalanguage of language), который применялся ко всем видам искусств, в том числе музыке, изобразительному искусству, литературе.